# What's My Age Again?
What's My Age Again? è un singolo del gruppo musicale statunitense Blink-182, pubblicato nell'aprile 1999 come primo estratto dal terzo album in studio Enema of the State.

## Descrizione
Il titolo originariamente era Peter Pan Complex ma l'etichetta discografica lo rifiutò. Il brano è stato scritto dal bassista Mark Hoppus e riguarda il suo comportarsi ancora da adolescente nonostante l'età adulta (all'epoca dell'uscita del singolo e dell'album dal quale è stato estratto, nel 1999, Hoppus aveva 27 anni).
Nel 2019 il gruppo ha pubblicato un mash-up dal vivo della canzone con A Milli, singolo del rapper Lil Wayne, eseguito direttamente insieme a quest'ultimo.

## Video musicale
Il video mostra il gruppo correre nudo per la strada attirando l'attenzione della gente. Nelle riprese delle scene indoor (mentre suonano e ballano) il trio era realmente nudo, mentre nelle restanti hanno indossato mutande sgambate color carne. Il video è censurato con un effetto sgranato di pixel.
Nel video compaiono anche l'attore John Henson e l'ex attrice pornografica Janine Lindemulder.

## Tracce
CD 1
1. What's My Age Again?
2. Pathetic (Live in L.A.)
3. Untitled (Live in L.A.)

CD 2
1. What's My Age Again?
2. Josie (Live in L.A.)
3. Aliens Exist (Live in L.A.)

## Formazione
- Mark Hoppus – basso, voce
- Tom DeLonge – chitarra, voce
- Travis Barker – batteria

## Successo commerciale
Ha raggiunto la vetta della Alternative Airplay stilata da Billboard.
Il singolo ha avuto il suo maggiore successo in Italia, arrivando alla posizione numero 4 della classifica singoli.

## Cover
Il gruppo Richard Cheese and the Lounge Against the Machine ha realizzato una cover di questa canzone nel loro album di debutto del 2000, Lounge Against the Machine.
La rapper Doja Cat ha usato un campionamento del riff di chitarra del brano, messo a rallentatore, nella sua canzone Bottom Bitch, tratta dal suo secondo album Hot Pink del 2019.